# Enea
Enea är en global leverantör av programvara för telekommunikation och cybersäkerhet. Företagets produkter är molnbaserade och används för att möjliggöra samt skydda tjänster för mobilabonnenter, företagskunder och sakernas internet. Drygt 4,5 miljarder människor förlitar sig på Eneas teknik i sin vardag.

## Historik
Enea grundades år 1968 av Rune Engman under namnet Engmans Elektronik AB, vilket senare blev Enea Data AB. Företaget blev personalägt 1981 och börsnoterades Nasdaq Stockholm 1989. Enea först i Norden med att vara uppkopplade mot Internet och fram till 1989 var Enea backbone för all internettrafik i Norden (se "Grattis på 50-årsdagen, här är historien om internet"). Vid denna tid kunde all internettrafik in och ut ur Norden hanteras av två modem, vardera med hastigheten 1200 baud.
1983 lyckades Björn Eriksen på Enea ta emot det första e-postmeddelandet som skickades över internet till Sverige. Det löd:
| ” | SWE_Mail Return-Path: <mcvax!jim> Date: Thu, 7 Apr 83 14:02:08 MET DST From: mcvax!jim (Jim McKie) To: enea!ber Subject: Hello You are now hooked to the mcvax. This is just a test.Reply, we will be calling you again soon! Ignore any references to a machine called ”yoorp”, itis just a test. Mail should go to ”mcvax!....”. Regards, Jim McKie. (mcvax!jim) | „ |

### Förvärv
Eneas kärnverksamhet har över tid ändrat inriktning från IT-konsulttjänster och operativsystem till programvara för telekommunikation och cybersäkerhet. En kombination av verksamhetsutveckling och förvärv har möjliggjort denna omställning. Under de senaste åren har Enea gjort följande förvärv:
- 2016 Qosmos - Enea köper Qosmos (http://www.elinor.se/enea-koper-qosmos.html/)
- 2018 Openwave Mobility - Enea förvärvar Openwave Mobility för 90 miljoner USD (https://www.dagensinfrastruktur.se/2018/02/27/enea-forvarvar-openwave-mobility-90-miljoner-usd/)
- 2019 Atos Convergence Creators (inkråmsaffär) - Enea köper programverksamhet från Atos för 18 Meur (https://www.di.se/nyheter/enea-koper-programverksamhet-fran-atos-for-18-meur/)
- 2020 Aptilo - Enea spänner IoT-bågen – köper Aptilo för 92 miljoner (https://computersweden.idg.se/2.2683/1.740420/enea-koper-aptilo)
- 2021 AdaptiveMobile Security - Enea förvärvar AdaptiveMobile Security (https://www.svd.se/bors/news_detail.php?newsid=65c7013f-079d-4214-8c6a-c5693c6daa76)

## Verksamhet
Enea tillhandahåller programvaruprodukter som är byggda för molnbaserade plattformar och som stödjer tjänster i mobilsystem (4G och 5G), företagsnätverk samt Wi-Fi nätverk. Nätverksoperatörer, systemintegratörer och tillverkare av kommunikationsutrustning använder sig av Eneas produkter för att skapa innovativa lösningar och nya tjänster. Produktportföljen omfattar följande områden:

### Hantering av data för 4G/5G-nätverk
De lösningar för datahantering i 4G/5G-nätverk som Enea tillhandahåller gör det möjligt att hantera abonnent- och sessionsdata på ett enhetligt sätt för olika funktioner, och företagets produkter för policy- och accesshantering förbättrar utnyttjandegraden av nätverksresurser samt autentiseringen av abonnenter. Produktportföljen innefattar Enea Stratum Cloud Data Manager (UDR och UDSF), Enea Unified Data Manager (UDM), Enea Policy Manager (PCF), och Enea Access Manager (AUSF).

### Hantering av mobil videotrafik
De lösningar för hantering av mobil videotrafik som Enea tillhandahåller avlastar radionätverk, ökar framkomligheten för videotjänster och förbättrar användarupplevelsen för abonnenterna. Produktportföljen stödjer 5G och innefattar Enea Encrypted Video Manager, Enea RAN Congestion Manager och Enea TCP Accelerator.

### Hantering av tjänster i Wi-Fi nätverk
Den plattform för hantering av tjänster i Wi-Fi nätverk som Enea tillhandahåller, Enea Aptilo Service Management Platform, stöder och underlättar hanteringen av storskaliga nätverk med stora antal användare och höga krav på tillförlitlighet. Plattformen möjliggör också förbättrad inomhustäckning för 4G- och 5G-tjänster.

### Inbyggd trafikanalys
De produkter för inbyggd trafikanalys som Enea tillhandahåller klassificerar trafik i realtid och ger detaljerad information om aktiviteter i nätverket. Produktportföljen innefattar Enea Qosmos ixEngine och Enea Qosmos Probe. Produkterna har stöd för ett mycket stort antal kommunikationsprotokoll och levereras för integrering med annan programvara eller som programvarusond, till tillverkare av nätverksutrustning, telekomleverantörer och utvecklare av programvara för cybersäkerhet.

### Cybersäkerhet
Den programvara och de tjänster som Enea tillhandahåller för cybersäkerhet skyddar mobilnätverk, abonnenter och abonnentdata mot nätverksburna attacker. Till exempel stoppar företagets lösningar för meddelandesäkerhet oönskad trafik som kan innebära säkerhetshot, missbruk av tjänster eller förlust av intäkter. På samma sätt ger andra lösningar i produktportföljen god signaleringssäkerhet och förhindrar cyberattacker via signaleringstrafik.

### Molnbaserad tjänster för sakernas internet
De tjänster för sakernas internet som Enea tillhandahåller bygger på Enea Aptilo IoT Connectivity Control Service och gör det möjligt att för mobiloperatörer att skapa säkra, flexibla och innovativa tjänster för sakernas internet.

### Plattformar för virtualisering
De plattformar för virtualisering som Enea tillhandahåller utgör grunden för ett stort antal olika tillämpningar i det uppkopplade samhället. Produktportföljen innefattar Enea NFV Access, en virtualiseringsplattform för uCPE (universal CPE) och funktioner som är distribuerade i de yttre delarna av olika nätverk. Ett antal partners och kunder i olika regioner runt om i världen, förlitar sig på Enea NFV Access för att tillhandahålla tjänster som bygger på så kallade programvarudefinierade företagsnätverk (SD-WAN).

### Realtidsoperativsystem
De realtidsoperativsystem som Enea tillhandahåller gör det möjligt för kunder att utveckla innovativa lösningar i de yttre delarna av nätverk. Produktportföljen innefattar Enea Linux, Enea Accelerated Linux och Enea OSE samt produkter för databaser och kommunikationsprotokoll. Eneas realtidsoperativsystem används i stor utsträckning inom telekom- och tillverkningsindustri samt för medicinteknisk utrustning.